# Giacomo Kyuhei Gorobioye Tomonaga
Giacomo Kyushei Gorobioye Tomonaga (Giappone, 1582 – Nagasaki, 17 agosto 1633) è stato un religioso giapponese. Fu un presbitero domenicano, ucciso a causa della sua fede cristiana. È venerato come santo e martire dalla Chiesa cattolica.

## Agiografia
Giacomo Kyushei nacque nel 1582 da una nobile famiglia cattolica giapponese, studiò dai Gesuiti e divenne catechista. Nel 1614 si recò nelle Filippine dove divenne terziario francescano, per poi entrare nell'ordine domenicano e venir ordinato sacerdote nel 1626. Nel 1627 venne mandato a Formosa dove rimarrà per tre anni per poi tornare a Manila nel 1630. Nel 1632 tornò assieme a 10 missionari in Giappone nella città di Satzuma dove fuggirono alle autorità proseguendo la loro missione tra i perseguitati. Nel 1633 Giacomo venne arrestato grazie alla confessione di San Michele Kurobioye, il quale pentitosi verrà martirizzato insieme a lui. Il 15 agosto furono sottoposti alle torture della forca e fossa e Giacomo morì dopo due giorni. Il corpo venne bruciato e le ceneri disperse nel mare.